# Saison cyclonique 2018 dans l'océan Atlantique nord
La saison cyclonique 2018 dans l'océan Atlantique nord est la saison des ouragans atlantiques qui officiellement se déroule selon l'Organisation météorologique mondiale du 1er juin au 30 novembre 2018 (les dates réelles varient d'année en année). C'est la seconde année que le National Hurricane Center américain émettra des avis et avertissements pour des « cyclones tropicaux potentiels », des perturbations qui n'ont pas encore atteint au moins le stade de dépressions tropicales mais qui ont une probabilité élevée de le devenir et qui peuvent causer des effets importants aux terres dans les 48 heures suivantes. Les avis pour ces tempêtes potentielles auront le même contenu que les avis normaux mais incluront la probabilité de développement.
La saison débuta le 25 mai avec la tempête tropicale Alberto. Les mois de juin, juillet et août furent assez calmes mais le mois de septembre débuta en lion avec l'ouragan Florence atteignant la catégorie 4 et causant d'importants dégâts sur la côte du sud-est des États-Unis, surtout par ses pluies torrentielles. En même temps, trois autres tempêtes se formèrent à divers points de l'Atlantique tropical mais le tout se calma durant la seconde moitié du mois.
Une reprise de l'activité est survenue au début d'octobre et l'ouragan Michael a presque atteint la catégorie 5 avant de toucher la côte du panhandle de Floride le 10. Il causa lui aussi d'importants dégâts et au moins 54 morts. Pendant ce temps Leslie, qui erra longtemps dans l'Atlantique, passa au nord de Madère et frappa le Portugal le 13 octobre, une fois devenu un cyclone extratropical. La saison s'est terminé par l'ouragan Oscar qui est devenu extratropical le 31 octobre, soit un mois avant la fin anticipée.
La saison fut un peu plus active que les prévisions pré-saison ne le voyait à cause de la température de surface de l'océan Atlantique qui fut plus chaude qu'anticipée, du flux de mousson ouest-africain plus important et de l'arrivée tardive dans la saison de l'épisode El Niño qui inhibe normalement l'activité cyclonique sur l'Atlantique. L'énergie cumulative des cyclones tropicaux (ACE) de 129 fut cependant bien au-dessus de la moyenne.

## Prévisions
Avant et pendant la saison, plusieurs services météorologiques nationaux et agences scientifiques prévoient combien de tempêtes tropicales, d'ouragans et d'ouragans majeurs (Catégorie 3 ou plus sur l'échelle de Saffir-Simpson) se formeront pendant une saison. Ces organismes comprennent le Consortium sur les risques de tempête tropicale (TSR) du University College London, la National Oceanic and Atmospheric Administration (NOAA) américaine et l'Université d'État du Colorado (CSU). Les prévisions comprennent des changements hebdomadaires et mensuels des facteurs importants qui influencent ce nombre. Certaines de ces prévisions prennent également en compte ce qui s'est passé au cours des saisons précédentes et l'état du cycle de l'ENSO comme la présence d'un événement La Niña qui s'est formé en novembre 2017. En moyenne, une saison des ouragans de l'Atlantique entre 1981 et 2010 a comporté douze tempêtes tropicales, six ouragans et trois ouragans majeurs, avec un indice d'énergie cyclonique accumulée (ACE) compris entre 66 et 103 unités.

### Premières prévisions
La première prévision pour l'année a été publiée par le TSR le 7 décembre 2017, prédisant une saison légèrement supérieure à la moyenne en 2018, avec un total de 15 tempêtes nommées dont 7 ouragans et 3 ouragans majeurs. Le principal facteur pour cette activité cyclonique est la légère augmentation prévue de la vitesse des alizées à 925 hPa et de la température sur la mer des Caraïbes et l'Atlantique Nord entre juillet et septembre 2018 à cause des conditions d'ENSO. Cependant, les incertitudes sont assez grands sur ces facteurs à plus de 6 mois d'avance.
Le 5 avril 2018, le CSU a publié ses prévisions, soit une saison légèrement au-dessus de la moyenne avec 14 tempêtes nommées, 7 ouragans et 3 ouragans majeurs. Le TSR a publié une mise à jour le même jour soutenant plutôt une saison légèrement inférieure à la moyenne avec 12 tempêtes nommées, 6 ouragans et 2 ouragans majeurs, en raison du récent refroidissement anormal dans l'extrême nord et l'Atlantique tropical. Le 16 avril, l'Université d'État de Caroline du Nord publiait ses prévisions d'une saison supérieure à la moyenne avec 14 à 18 tempêtes nommées, 7 à 11 ouragans et 3 à 5 ouragans majeurs.
| Source                                                  | Date                                                | Tempêtes nommées | Ouragans         | Ouragans majeurs         | Réf.   |
| ------------------------------------------------------- | --------------------------------------------------- | ---------------- | ---------------- | ------------------------ | ------ |
| TSR                                                     | 7 déc. 2017 5 avril 2018 30 mai 2018 6 août 2018    | 15 12 9 11       | 7 6 4 5          | 3 2 1                    | ,      |
| CSU                                                     | 5 avril 2018 31 mai 2018 2 juillet 2018 2 août 2018 | 14 11 12         | 7 6 4 5          | 3 2 1                    | ,      |
| NCSU                                                    | 16 avril 2018                                       | 14 à 18          | 7 à 11           | 3 à 5                    | [ 9 ]  |
| Met Office                                              | 25 mai 2018                                         | 11               | 6                | -                        | [ 15 ] |
| NWS                                                     | 24 mai 2018 9 août 2018                             | 10 à 16 9 à 13   | 5 à 9 4 à 7      | 1 à 4 0 à 2              | ,      |
| CEPMMT/ Météo-France                                    | 14 mai 2018                                         | 10               | 4                | -                        | ,      |
| ––––––––––––––––––––––––––––––––––––––––––––––––––––––– |                                                     |                  |                  |                          |        |
|                                                         |                                                     | Tempête nommées  | Ouragans         | Ouragan majeurs          | Réf.   |
| Moyenne (1981–2010)                                     | Moyenne (1981–2010)                                 | 12,1             | 6,4              | 2,7                      | ,      |
| Moyenne (1991–2020)                                     | Moyenne (1991–2020)                                 | 14,4             | 7,2              | 3,2                      | [ 22 ] |
| Record d'activité maximum                               | Record d'activité maximum                           | 30 (saison 2020) | 15 (saison 2005) | 7 (saisons 2005 et 2020) | [ 5 ]  |
| Record de plus faible activité                          | Record de plus faible activité                      | 4 (saison 1983)  | 2 (saison 1982)  | 0 (saison 1994)          | [ 5 ]  |

### Juste avant le début de la saison
Le 14 mai, Météo-France et le Centre européen pour les prévisions météorologiques à moyen terme (CEPMMT) ont indiqué que la majorité des prévisions anticipaient un ENSO neutre ou un El Niño faible pendant la saison cyclonique indiquant une activité proche de la normale ou légèrement supérieure. L'oscillation nord-atlantique était incertaine mais la température de l'océan superficiel était plus froid que la normale dans l'Atlantique tropical, entre la côte africaine jusqu'au 50e degré Ouest de longitude, et le régime d'alizé devait être plus fort que d'habitude pendant le pic de la saison cyclonique, favorisant le cisaillement des vents et donc une difficulté d'intensification des cyclones. Météo-France prévoyait donc un scénario d'activité très proche de la normale pour cette saison 2018,.
Le 24 mai, la NOAA publia sa première prévision de la saison où elle prédit avec une certitude de 75 % que la saison serait près ou au-dessus de la normale. Ses prévisionnistes s'attendaient à voir de 10 à 16 tempêtes nommées, dont 5 à 9 pourraient devenir des ouragans, y compris 1 à 4 ouragans majeurs (catégorie 3 ou plus). Il fut expliqué que la possibilité d'un faible développement d'El Niño, et avec des températures de surface de la mer proches de la moyenne à travers l'océan Atlantique tropical et la mer des Caraïbes, étaient deux des facteurs pour expliquer ces valeurs. Le 25 mai, le Met Office britannique a publié sa prévision de 11 tempêtes nommées, dont 6 ouragans, et d'une valeur d'énergie cumulative des cyclones tropicaux (ACE) d'environ 105 unités.
En revanche, le 30 mai, le TSR a publié une prévision révisée réduisant significativement leur estimé à 9 tempêtes nommées, 4 ouragans et 1 ouragan majeur, citant une température de surface de la mer analogue à celle observée pendant la phase froide de l'oscillation atlantique multidécennale. Le 31 mai, un jour avant le début officiel de la saison, le CSU a aussi mis à jour ses prévisions, incluant la tempête subtropicale Alberto, en diminuant également leur nombre en raison d'un refroidissement anormal dans l'Atlantique tropical et de l'extrême nord.

### Ajustements après le début de la saison
Le 2 juillet, la CSU a de nouveau mis à jour ses prévisions, ramenant le nombre à 11 tempêtes nommées, 4 ouragans dont 1 ouragan majeur, citant le refroidissement continu de l’Atlantique et les risques croissants d’El Niño plus tard durant la saison.  Le 2 août, la CSU a remis mis à jour ses prévisions, augmentant son nombre à 12 tempêtes nommées, 5 ouragans et 1 ouragan majeur, citant la probabilité croissante d'un faible El Niño plus tard dans l'année. 
Le TSR a publié sa quatrième prévision le 5 juillet, en conservant les mêmes chiffres que ses prévisions précédentes. Le 6 août, le TSR publiait ses prévisions finales pour la saison, augmentant légèrement son nombre à 11 tempêtes nommées, 5 ouragans et un seul ouragan majeur, en raison de la formation de deux ouragans inattendus début juillet.
Le 9 août 2018, la NOAA a révisé ses prévisions pour une saison inférieure à la moyenne avec 9 à 13 tempêtes nommées, 4 à 7 ouragans et 0 à 2 ouragans majeurs pour le reste de la saison 2018.

## Nom des tempêtes
La liste des noms utilisée pour nommer les tempêtes et les ouragans pour 2018 sera la même que celle de la saison cyclonique 2012, sauf Sandy remplacé par Sara. Les noms utilisés en 2018 qui pourraient faire l'objet d'un retrait à cause de leurs effets seront annoncés au  printemps 2019 lors de la réunion de l'Organisation météorologique mondiale.
| TT | Alberto |
| 1  | Beryl   |
| 2  | Chris   |
| TT | Debby   |

| TT | Ernesto  |
| 4  | Florence |
| TT | Gordon   |
| 2  | Helene   |

| 1  | Isaac  |
| TT | Joyce  |
| TT | Kirk   |
| 1  | Leslie |

| 5   | Michael |
| TT  | Nadine  |
| 2   | Oscar   |
| N/D | Patty   |

| N/D | Rafael  |
| N/D | Sara    |
| N/D | Tony    |
| N/D | Valerie |

| N/D | William |

| TT | Alberto |
| 1  | Beryl   |
| 2  | Chris   |
| TT | Debby   |

| TT | Ernesto  |
| 4  | Florence |
| TT | Gordon   |
| 2  | Helene   |

| 1  | Isaac  |
| TT | Joyce  |
| TT | Kirk   |
| 1  | Leslie |

| 5   | Michael |
| TT  | Nadine  |
| 2   | Oscar   |
| N/D | Patty   |

| N/D | Rafael  |
| N/D | Sara    |
| N/D | Tony    |
| N/D | Valerie |

| N/D | William |

## Résumé de la saison
La saison cyclonique 2018 débuta avec une dépression subtropicale dans le Golfe du Mexique le 25 mai, déjà sous surveillance du National Hurricane Center américain depuis quelques jours. Elle devient la tempête tropicale Alberto le 28 mai 2018, affectant la côte du panhandle de Floride avant de s'affaiblir en entrant dans les terres. Initialement, le National Hurricane Center avait fait passer la tempête de subtropicale à tropicale en Alabama, une transition inhabituelle avec la friction terrestre et l'éloignement de la mer chaude, mais dans son rapport final il changea le moment de cette transition juste avant que le système ne touche la côte. Alberto finit par être absorbée par un système des latitudes moyennes au nord des Grands Lacs. Il fera 18 morts et causera des inondations en donnant jusqu'à plus de 200 mm de précipitations lors de sa phase subtropicale et tropicale.
Bien que la température de la mer ait continué à monter, le cisaillement des vents en altitude prévint ensuite durant plus d'un mois la formation des nouveaux systèmes. Ce n'est que le 6 juillet qu'une onde tropicale venue d'Afrique quelques jours plus tôt donna le premier ouragan de la saison, Beryl, mais celui-ci rencontra des conditions défavorables et se dissipa en une onde tropicale avant d'arriver aux Petites Antilles le 8 juillet. Mais il s'est réactivité 6 jours plus tard au nord des Bermudes en tempête subtropicale pour deux jours, avant d'entrer sur des eaux plus froides et disparaître définitivement. Le 6 juillet, une autre dépression tropicale s'est formée au large des côtes de la Caroline du Nord et elle est devenue la tempête tropicale puis l'ouragan Chris au sud du cap Hatteras avant de se diriger vers le nord-est et frapper Terre-Neuve le 12 juillet comme système post-tropical, puis de se diriger vers l'Islande.

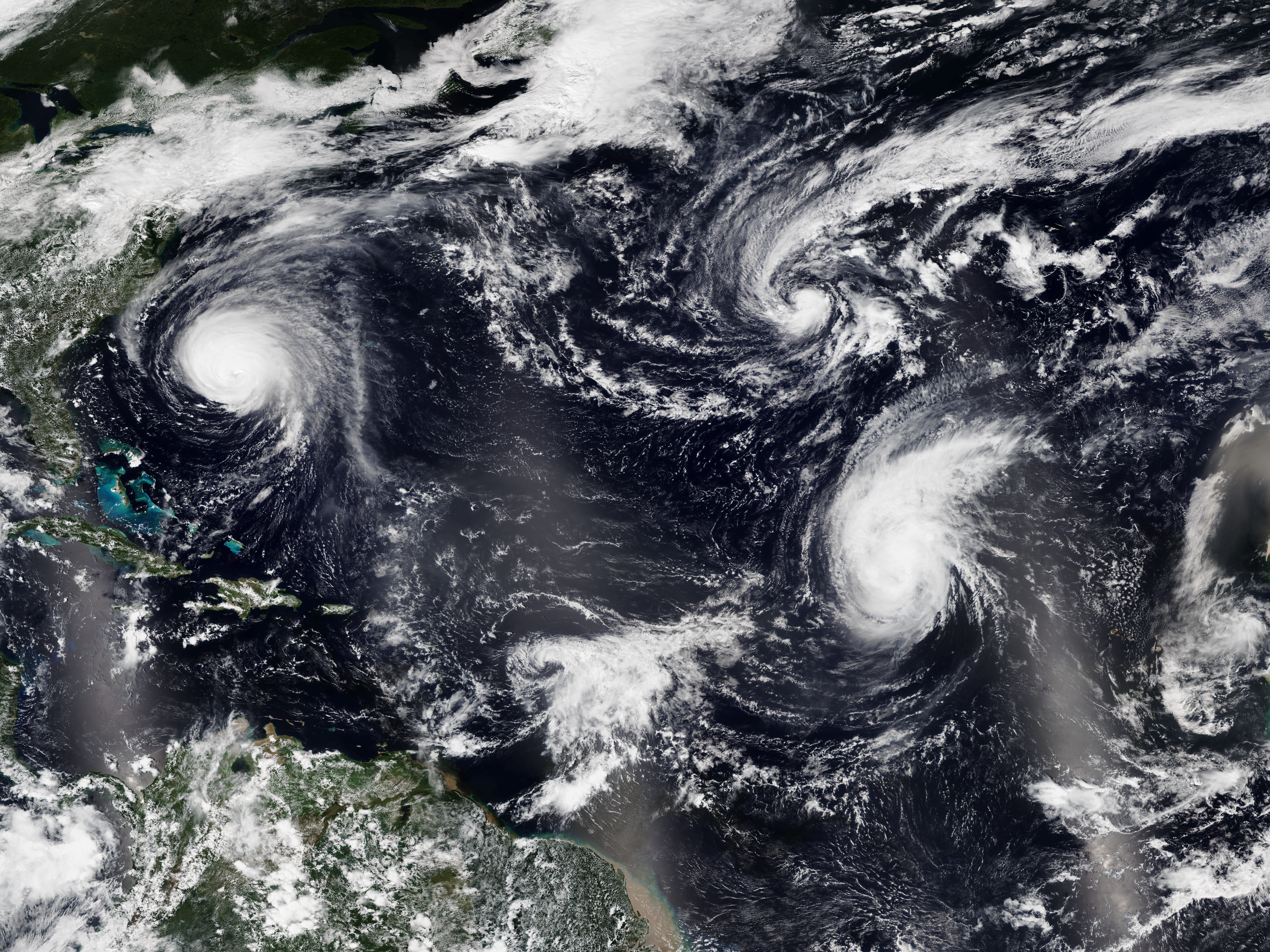
Florence, Helene, Isaac et Joyce le 12 septembre.

Le mois d'août fut très calme avec seulement deux faibles tempêtes se formant dans le nord de l'Atlantique où la température de l'eau était à peine favorable à leur maintien. Le 31 août, une onde tropicale formée au niveau de la côte africaine a commencé à s'intensifier et est devenue Florence, le premier ouragan majeur de la saison, à mi-chemin entre l'Afrique et les Bermudes, au début de septembre. Ce début septembre voit également l'apparition de la tempête tropicale Gordon qui donne de fortes pluies du sud de la Floride à l'embouchure du Mississippi. Suivirent Helene et Isaac quelques jours plus tard alors que Florence continuait de se diriger vers la côte sud-est des États-Unis. Le 10 septembre, les trois étaient des ouragans sévissant simultanément dans l'Atlantique tropical, et seulement deux jours plus tard un nouveau système s'est formé, nommé Joyce, ce qui faisait 4 systèmes en vie simultanément dans l’Atlantique Nord : 2 ouragans et 2 tempêtes tropicales en même temps, Isaac ayant été rétrogradé entretemps en tempête tropicale.
Le 14 septembre, Florence touchait la côte de la Caroline du Nord et causait d'importants dégâts par le vent et l'onde de tempête. En entrant dans les terres, l'ouragan a rapidement perdu de sa force et il est redescendu au niveau de dépression tropicale en moins de 48 heures. Cependant son déplacement très lent a permis de laisser des accumulations exceptionnelles de pluie qui ont causé des inondations et plus de 50 morts. Helene, Isaac et Joyce n'ont pas fait de dégâts notables et se sont dissipés entre le 15 et le 19 septembre. La fin du mois fut marquée par trois systèmes dont deux, Kirk et Leslie, ont perduré plusieurs jours.

Leslie, Michael et Nadine dans l'Atlantique.

Pendant que Kirk se dissipait lors de son passage sur les Petites Antilles, Leslie erra entre les Açores et les Bermudes. Ce dernier système alterna entre subtropical et extratropical avant de devenir le sixième ouragan de la saison le 3 octobre. Le 6 octobre, alors que Leslie avait faibli en une tempête tropicale, un autre système se forma, Michael qui est devenu quelques jours plus tard le septième ouragan de la saison et le second ouragan majeur, menaçant les États-Unis. Pendant ce temps là, une autre tempête tropicale, nommée Nadine, se forma près des îles du Cap-Vert, donnant pour la seconde fois en deux mois un trio de cyclones tropicaux dans l'Atlantique nord.
Le 10 octobre, Michael frappa la côte de Floride près de Mexico Beach (Floride) à la catégorie 4 supérieure, surpassant l'intensité de Florence un mois plus tôt. Pendant ce temps Leslie était redevenu un ouragan errant dans l'Atlantique nord qui passa à plus de 300 km au nord de Madère le 12 octobre et frappa le Portugal en soirée du 13 octobre, après être devenu un cyclone extratropical. L'ex-Leslie causa des dégâts importants au Portugal mais Michael fit au moins 54 morts et des milliards en dommages sur le Sud-Est des États-Unis.
Après la dissipation de Leslie, Michael et Nadine, il y eut un trou d'activité de près de 2 semaines avant l'apparition d’Oscar à la fin d'octobre. Ce dernier a atteint le rang d'ouragan le 28 du mois, puis la catégorie 2 de l'échelle de Saffir-Simpson 36 heures plus tard avant de s'affaiblir et de devenir une forte dépression des latitudes moyennes se dirigeant vers la mer de Norvège le 31 octobre. Aucun autre système tropical ne s'est développé en novembre grâce à une augmentation du cisaillement des vents causée par la descente vers le sud de la circulation atmosphérique des latitudes moyennes.

## Cyclones tropicaux

### Tempête tropicaleAlberto
Une large zone de basse pression s'est formée dans le sud-ouest de la mer des Caraïbes le 21 mai, à la suite de l'interaction entre une dépression en altitude et un faible creux barométrique de surface. La dépression a dérivé lentement vers l'ouest, puis vers le nord, tout en devenant plus organisée. Vers 15 h 0 UTC le 25 mai, le National Hurricane Center annonça la naissance de la tempête subtropicale Alberto qui se situait alors à l'est de la péninsule du Yucatán, à environ 90 km au sud de Cozumel, Quintana Roo.
Le 26 mai en mi-journée, la tempête est passée juste au large de la pointe ouest de Pinar del Rio et est entré dans le golfe du Mexique. Le lendemain matin, elle était à 265 km au sud-ouest de Tampa, Floride, et se dirigeait franc nord vers le Panhandle de Floride. Initialement, le NHC considéra qu’Alberto était toujours une tempête subtropicale avant de toucher la côte de Floride mais dans le rapport final, l'auteur mentionna que l’évolution structurelle du système le 27 mai suggérait a posteriori qu'elle était devenu une tempête tropicale à 100 km au sud-sud-ouest d’Apalachicola vers 0 h UTC le 28 mai alors que ses vents maximaux soutenus étaient de 100 km/h.
Le centre d’Alberto a ensuite touché la côte près de Laguna Beach en Floride vers 20 h UTC le 28 mai. Ses vents soutenus étaient de 75 km/h et des rafales à 95 km/h furent enregistrées à Laguna. La tempête a commencé à faiblir ensuite en entrant dans les terres en direction de l'Alabama.
À 2 h UTC le 29 mai (22 h locale le 28), Alberto fut déclassé en dépression tropicale. Dès lors, Alberto fut suivi par le Weather Prediction Center, au lieu du NHC. À 3 h UTC le 31 mai (22 h locale le 30 mai), le centre de la faible dépression était à 70 km au sud-ouest de Lansing, Michigan, et fut absorbée par une dépression frontale plus importante au cours des 12 heures suivantes dans le nord de l'Ontario (Canada),.
Alberto a surtout produit de fortes pluies à Cuba et à travers les États de la côte du golfe du Mexique, provoquant des inondations.
Dix personnes ont perdu la vie à Cuba et 8 aux États-Unis.

### OuraganBeryl
Pour les articles homonymes, voir Cyclone tropical Beryl.
Tard le 3 juillet, le NHC a commencé à suivre une onde tropicale vigoureuse dans l'Atlantique tropical au sud-ouest des îles du Cap-Vert. Celle-ci s'est rapidement développée en se déplaçant vers l'ouest et à 5 h UTC le 5 juillet, le NHC annonça que l'invest 95L était devenu une dépression tropicale, le deuxième système de la saison. Des conditions environnementales favorables ont permis au système de très faible diamètre de s'organiser et de devenir la tempête tropicale Beryl à 18 h 30 UTC.
S'intensifiant au cours des heures suivantes, le système est devenu un ouragan de catégorie 1 le 6 juillet à 6 h UTC, un œil minuscule bien évident et des vents estimés à 120 km/h. C'est le premier ouragan de la saison 2018 et le deuxième plus hâtif des annales dans la région principale de développement (<20 °N, 60-20 °W), surpassé seulement par l'ouragan Deux de 1933. Après avoir atteint un maximum de vent à 130 km/h le même soir, Beryl a perdu de son intensité et est repassé au niveau de tempête tropicale en mi-journée du 7 juillet en se dirigeant vers les Petites Antilles.
Dans l'après-midi du dimanche 8 juillet Beryl fut déclassée en onde tropicale en passant en direction de la Dominique qu'elle toucha en soirée. Le NHC précisa à ce moment que les restes de Beryl pourraient se réactiver plus tard, après avoir fait un arc autour des Antilles et en ressortant par les Bahamas, alors que les conditions deviendraient favorables à nouveau. Effectivement, l'onde est ressortie des Antilles, a continué au large des côtes américaines et est redevenue une faible tempête subtropicale le 14 juillet à 465 km au nord des Bermudes après un hiatus de 6 jours. Cependant, elle a rapidement perdu ses nuages convectifs et est devenu une très faible dépression post-tropicale à 3 h UTC le 16 juillet.
Malgré son statut d'onde tropicale, les restes de Béryl ont donné de la pluie et des vents forts dans les Antilles. Environ 24 000 résidents de Porto Rico ont perdu le courant électrique et des inondations coupèrent certaines routes, le tout n'aidant les infrastructures de l'île encore en mauvais état à la suite du passage de l'ouragan Maria en octobre 2017. En République dominicaine, 8 000 personnes furent laissées sans abri et des milliers d'autres sans eau potable, la tempête ayant mis hors service 75 aqueducs, 130 000 personnes perdirent le courant dans la capitale Saint-Domingue et deux murs d'une école se sont effondrés dans la province de San Cristóbal. Au plus fort de la tempête, 19 communautés furent isolées des zones environnantes, les inondations ont endommagé 1 586 maisons et en ont détruit quatre.

### OuraganChris
Tard le 2 juillet, le NHC a commencé à surveiller la possibilité qu'une zone de basse pression se forme près des Bermudes. Un creux barométrique non tropical se formant à quelques centaines de milles au sud des Bermudes le 3 juillet a permis le développement d'averses et d'orages dans le système qui devint à 21 h UTC le 6 juillet, la dépression tropicale Trois au large des côtes de la Caroline du Nord.
Après avoir fait du surplace, le système est devenu la tempête tropicale Chris tôt le matin du 8 juillet à 245 km au sud du cap Hatteras. Les vents entre la côte et Chris ont causé une forte mer. Le 7 juillet, un homme s'est noyé à Kill Devil Hills en Caroline du Nord, emporté par le courant dans une zone pourtant fermée à la baignade.
Étant au-dessus d'eaux ayant une température de 27 °C et subissant peu de cisaillement des vents, la tempête se renforça graduellement tout en continuant son surplace mais de façon limitée à cause de la remontée d'eau froide qu'elle causait. Le 10 juillet à 21 h UTC, Chris devint un ouragan de catégorie 1 avec des vents maximums de 140 km/h, mesurés par un avion de reconnaissance, à 330 km à l'est-sud-est du cap Hatteras. Le système commençait également à se déplacer vers le nord-est sous l'influence d'un creux barométrique approchant d'ouest et quelques heures plus tard, Chris s'est hissé à la catégorie 2 à 390 km à l'est sud-est du cap en passant sur des eaux plus chaudes.
Cette intensité ne s'est cependant pas perpétuée et dès 21 h UTC le 11 juillet, Chris est retombé à la catégorie 1 en accélérant vers le nord-est. Le 12 juillet au matin, le système était redevenu une tempête tropicale à 395 km au sud-est d'Halifax (Nouvelle-Écosse), ses vents étaient retombés à 110 km/h et il commençait à prendre l'aspect d'une dépression des latitudes moyennes. À 15 h UTC, le NHC l'a finalement déclaré tempête post-tropicale au sud-est de la Nouvelle-Écosse et a précisé qu'elle se dirigeait vers la péninsule d'Avalon, la pointe sud-est de Terre-Neuve, avant de se diriger vers l'Islande tout en faiblissant.
À l'approche de la tempête, ExxonMobil a évacué un certain nombre de travailleurs non essentiels de ses installations d’extraction de gaz naturel près de l’île de Sable et BP Canada a débranché et déplacé sa plateforme exploratoire West Aquarius. Elle donna 113,6 mm en passant près de l'île de Sables. À Terre-Neuve , elle a laissé de 25 à 75 mm de pluie, avec un maximum de 76 mm à Gander, et des vents jusqu'à 100 km/h mais aucun dommage ne fut signalé,.

### Tempête tropicaleDebby
Le 4 août, le NHC a commencé à surveiller une dépression non tropicale au-dessus de l’océan Atlantique nord pour un développement tropical ou subtropical. Initialement, la convection est restée très limitée, le système consistant principalement en un tourbillon et les orages n'interagissant pas avec la surface. Cependant, à mesure que le système passait dans un environnement plus favorable, il a progressivement acquis des caractéristiques subtropicales. À 15 h UTC, le 7 août, une tempête subtropicale émergea, et fut nommée Debby, à 1 870 km à l'ouest des Açores. Tôt le 8 août, le NHC la reclasse en tempête tropicale et malgré son entrée sur des eaux plus froides, elle gagne en intensité le même soir tout en se dirigeant vers le nord-est.
Durant la journée du 9 août, la circulation du cyclone est devenue mal définie et a perdu la plupart de sa convection profonde. À 17 h UTC, le NHC a donc déterminé que Debby était devenue post-tropicale à 1 390 km au nord-ouest de Açores  et émis son dernier avis. La dépression restante accéléra vers le nord-est et devait se dissiper au cours des 12 heures suivantes en fusionnant avec un système frontal. Comme cette dépression a toujours été en mer, aucun dommage ne fut signalé. 

### Tempête tropicaleErnesto
Un système dépressionnaire complexe et non tropical s’est formé au-dessus de l’Atlantique Nord le 12 août. Alors qu'il dérivait vers le sud-est et faiblissait lentement, une nouvelle dépression s'est formée plus à l'est le 14 août. Celle-ci a rapidement acquis des caractéristiques subtropicales et, à 9 h UTC le 15 août, son organisation était suffisante pour que le NHC la classe comme dépression subtropicale nommée Cinq à 1 630 km à l'ouest de Açores. À 15 h UTC, le système devient la tempête subtropicale Ernesto
Le matin du 16 août, Ernesto accéléra vers le nord-est tout en restant à la limite des eaux marginalement assez chaudes pour la soutenir et dans un cisaillement assez faible pour lui garder un caractère subtropical. En fin d'après-midi, le NHC nota que les bandes de précipitations orageuses s'étaient concentrées près du centre du système, le rendant dissocié des effets d'un front et le transformant ainsi en tempête tropicale sans changer son intensité. Ernesto se trouvait alors à 1 035 km à l'est-sud-est de Cap Race, Terre-Neuve.
Le 17 août, Ernesto maintenait contre toute attente son intensité malgré son entrée sur des eaux de surface plus froides (20-21 °C). Son mouvement s'accéléra encore plus en direction des îles Britanniques. Le soir (18 août à 3 h UTC), il avait perdu toute convection profonde et se déplaçait à 56 km/h sur des eaux à 16 °C.
Au matin du 18 août, Ernesto est devenu post-tropical à 1 640 km au  nord-nord-est des Açores, se dirigeant vers l'Irlande tout en étant absorbé par un système frontal. Il n'a fait aucun dégât en mer mais donna aux îles Britanniques pluie et forts vents après être devenu post-tropical. 

### OuraganFlorence
Le 28 août, le NHC a mentionné pour la première fois la possibilité de formation d'un cyclone à partir d'une onde tropicale censée quitter l'Afrique de l'ouest. Le système est bien devenu une dépression tropicale à 21 h UTC le 31 août. Le 1er septembre, cette dépression tropicale Six s'est transformée en tempête tropicale nommée Florence.
L'intensification progressive de la tempête se dirigeant vers l'ouest-nord-ouest à travers l'Atlantique central lui a permis de devenir à 15 h UTC le 4 septembre le troisième ouragan de la saison. Le 5 septembre, Florence a subi une intensification rapide inattendue pour devenir un ouragan majeur de catégorie 3. L'intensification rapide s'est poursuivie et à 21 h UTC le même jour, il est passé à la catégorie 4 à 2 080 km à l'est-sud-est des Bermudes (22° 24′ N, 46° 12′ O). Il s'agit de la position la plus au nord-est qu'un ouragan de catégorie 4 a atteinte dans l'Atlantique nord depuis la détection par satellite météorologique.
Cependant, l'intensification rapide du système lui a permis d'atteindre une zone de plus grand cisaillement vertical du vent ce qui l'a affaiblie considérablement et le 7 septembre à 9 h UTC, Florence est retombée au niveau de tempête tropicale. Le 9 septembre au matin, le NHC constata que Florence était redevenu un ouragan de catégorie 1 à 1 210 km au sud-est des Bermudes et qu'il était en intensification rapide tout se dirigeant vers l'ouest lentement. Le 10 à 16 h UTC, Florence était revenu un ouragan majeur de catégorie 4, approchant son maximum de vent antérieur et dépassant celui de minimum de pression à 946 hPa.
Le 11 et 12 septembre, Florence subit deux remplacements du mur de l’œil et fut rétrogradé en catégorie 3 le 12 septembre à 615 km au sud-est de Wilmington (Caroline du Nord), à cause d'un fort cisaillement des vents en altitude. Il a continué de faiblir pour être reclassé en catégorie 2 la nuit du 12 au 13 septembre. À 23 h local le 13 septembre (3 h UTC le 14), Florence est redescendu à la catégorie 1 alors que la friction avec la côte était de plus en plus importante. Tôt le matin du 14, le centre de l'ouragan a touché la côte près de Wrightsville Beach (Caroline du Nord). Les vents soutenus estimés par radar météorologique étaient de 150 km/h et des rafales allant jusqu'à 180 km/h furent enregistrées par une station terrestre près de son œil.
Ses vents et l'onde de tempête associée ont causé de sérieux dommages dès son approche. En entrant dans les terres, l'ouragan a rapidement perdu de sa force et il est redescendu au niveau de dépression tropicale en moins de 48 heures. Cependant son déplacement très lent a permis de laisser des accumulations exceptionnelles de pluie qui ont causé des inondations. La dépression fut déclarée post-tropicale le 17 septembre en effectuant un trajet le long des Appalaches avant de ressortir en mer près de Boston et être absorbée par une autre dépression au large des côtes.
Au 2 octobre, il y avait au moins 54 morts reliés au passage de Florence, dont un homme de 81 ans tué en tombant lorsqu'il se préparait à évacuer comté de Wayne,.

### Tempête tropicaleGordon
Tôt le 30 août, le NHC commença à surveiller une onde tropicale au nord d'Hispaniola et indiqua que le système se dirigeait vers le golfe du Mexique où il pourrait se développer. Elle a commencé à s'organiser après avoir quitté les Bahamas le 1er septembre et en raison de sa menace pour les États-Unis, le NHC a lancé des avis sur le cyclone tropical potentiel tard le 2 septembre.
Tôt le lendemain, la perturbation est devenue une circulation fermée au large de la Floride, et le NHC a classé le système comme tempête tropicale Gordon. Peu après, le centre est passé sur Key Largo, en Floride.
Gordon fluctua en intensité après avoir quitté la Floride mais est finalement devenu une forte tempête tropicale près de l'Alabama, sans jamais atteindre le statut d'ouragan malgré la forte probabilité donnée par le NHC. Gordon toucha la côte près de la frontière entre le Mississippi et l'Alabama à 2 h UTC le 4 septembre. Le système s'est affaibli très rapidement en entrant dans les terres et est redevenu une dépression tropicale tôt le 5 septembre. La responsabilité de le suivre passa alors au Weather Prediction Center (WPC) et le 8 septembre à 2 h UTC (22 heure locale le 7 septembre), ce dernier déclara qu'il était devenu une dépression post-tropicale à 161 km à l'ouest de Jonesboro (Arkansas).
Les effets de Gordon ont surtout été reliés à ses pluies et à l'onde de tempête. Ainsi Dauphin Island en Alabama a subi une surcote de 1 à 2 mètres, causant de légères inondations. Environ 250 mm de pluie furent signalées à Pensacola, en Floride. La côte du golfe du Mississippi a également subi des inondations mineures et des vents de plus de 50 milles par heure (80 km/h). Plusieurs endroits dans le sud de la Floride ont observé des rafales de vent de force de tempête tropicale, y compris une rafale de 82 km/h à Opa-locka. Plus de 8 000 personnes se sont retrouvées sans électricité dans les comtés de Broward et de Miami-Dade.
Cependant, sur l’Interstate 95 à Miami, un chauffeur de camion est décédé alors qu'il a perdu le contrôle de son véhicule et s’est écrasé contre un mur pour être ensuite éjecté. Gordon causa aussi la mort d'un enfant par la chute d'un arbre sur une maison mobile à Pensacola.

### OuraganHelene
À 15 h UTC le 7 septembre, le NHC a commencé à surveiller une perturbation près du Sénégal. Le système s'est rapidement organisé près de la côte ouest de l'Afrique et fut désigné le cyclone tropical potentiel Huit à 7 h UTC le 7 septembre en s'approchant des îles du Cap-Vert. Le système a continué à s'organiser et le NHC le rehaussa à dépression tropicale Huit vers 20 h UTC, puis il devint la tempête tropicale Helene à 2 h UTC le 8 septembre à 650 km à l'est de l'île la plus au sud de l'archipel qui fut mis en alerte cyclonique.
À 21 h UTC le 9 septembre, le NHC reclassa Helene en ouragan de catégorie 1 à 230 km au sud-ouest des îles du Cap-Vert et se dirigeant vers l'ouest à 20 km/h. Le 10 septembre en mi-journée, l'ouragan a atteint la catégorie 2.
En se dirigeant vers le nord sur des eaux plus froide, Helene fit rétrograder en catégorie 1 dans la nuit du 11 au 12 septembre, puis l'ouragan est redescendu à tempête tropicale le matin du 13 septembre en se dirigeant vers les Açores,. Le 15 septembre à 15 h UTC, le NHC plaçait Helene à 250 km à l'ouest-sud-ouest de Flores et une alerte cyclonique étaient en vigueur depuis deux jours pour les Açores avec comme menaces principales les vagues déferlantes et les vents violents.
La nuit du 15 au 16 septembre, Helene est passé sur l'extrême ouest de l'archipel des Açores. Le 16 à 15 h UTC, le NHC annonça qu'elle était devenue une tempête post-tropicale à 655 km au nord des îles, se dirigeant vers la Grande-Bretagne et l'Irlande et un avertissement de vent fut émis pour ces îles.
L'onde tropicale qui mena au développement d’Helene donna des pluies torrentielles en Guinée ce qui causa des inondations noyant 3 personnes à Doko dans le nord-est du pays. La nuit du 15 au 16 septembre, des vents 100 km/h, associée avec la tempête tropicale, furent signalés à Santa Cruz das Flores aux Açores avec la tempête tropicale Helene. La dépression post-tropicale est passée sur les îles britanniques avec moins de force que prévu et ne causa que des dégâts minimes alors que les vents rapportés furent moindres que prévu.

### OuraganIsaac
Le NHC a commencé à surveiller une onde tropicale sortant de la côte ouest-africaine le 2 septembre. Selon les prévisions du 5 septembre, la zone avait 70 % de chance de se développer en système tropical et la dépression tropicale Neuf s'est ainsi formée à 21 h UTC le 7 septembre 2018, simultanément à la dépression tropicale qui donna Helene, à 2 820 km à l'est des Îles du Vent.
À 21 h UTC le 8 septembre, la dépression est devenue la tempête tropicale Isaac à 200 km plus à l'est que la dernière position mentionnée, se déplaçant très lentement dans un environnement favorable à son intensification. À 3 h UTC le 10 septembre, Isaac fut rehaussé à ouragan de catégorie 1 à 2 100 km à l'est des Petites Antilles. Le système a cependant faibli quelque peu et est redescendu au niveau de tempête tropicale forte 24 heures plus tard.
La nuit du 12 au 13 septembre, Isaac traverse l'arc des Petites Antilles et entre dans la mer des Caraïbes. Tôt le 14 septembre, le système retomba au niveau de dépression tropicale à 310 km au sud-sud-ouest de Sainte-Croix (îles Vierges des États-Unis). Cependant en fin d'après-midi, Isaac regagna en intensité et redevint une tempête tropicale en suivant une trajectoire passant au sud de la Jamaïque. Cependant, tôt le matin du 15 septembre, le système s'est fractionné en plusieurs petites circulations à 420 km au sud-sud-ouest de Saint-Domingue, République dominicaine, et le NHC a cessé de le considérer comme une entité. L'onde tropicale restante donna des vents et de la pluie à Hispaniola et la Jamaïque.
Aucun dégât ne fut signalé avec ce système.

### Tempête tropicaleJoyce
Le 11 septembre, le NHC a commencé à surveiller une zone non tropicale de basse pression se formant le long d'un creux barométrique bien au sud-ouest des Açores. Ce système a rapidement acquis des caractéristiques subtropicales en se déplaçant vers le sud-ouest et à 21 h UTC le 12 septembre, il s’est transformé en tempête subtropicale que le NHC nomma Joyce. À 3 h UTC le 14 septembre, le système a acquis des caractéristiques totalement tropicales et fut reclassé tempête tropicale à 1 670 km à l'ouest-sud-ouest des Açores.
Le 16 septembre en mi-journée, Joyce est redescendu au seuil de dépression tropicale en effectuant une trajectoire un arc de cercle bien au sud des Açores. Le 19 septembre à 3 h UTC, les conditions de température de la mer relativement fraîche et le cisaillement des vents avait eu raison du système qui fut reclassé comme une dépression post-tropicale à 850 km au sud des Açores. La dépression se dissipa les jours suivants sans jamais avoir causé de dommages.

### Dépression tropicaleOnze
Le 18 septembre, une vaste zone orageuse, associée à une onde tropicale, s'est développée bien à l'est-sud-est des Petites Antilles. Initialement, le système ne disposait pas d'une circulation de surface mais un centre fermé est apparu le 21 septembre. Les forts vents en altitude et de l'air sec en limitèrent le développement mais le système atteignit quand même entraînant le stade de dépression tropicale à 3 h UTC le 22 septembre. Cependant, la dépression n'a pas réussi à se renforcer dans un environnement hostile a finalement dégénéré en un creux allongé le jour suivant.

### Tempête tropicaleKirk
Une onde tropicale a quitté la côte ouest de l'Afrique près du Sierra Leone tôt le 21 septembre. Contrairement aux prévisions, elle s’est rapidement organisée dans un environnement favorable en se déplaçant rapidement vers l’ouest dans l’Atlantique tropical. Le 22 septembre à 15 h UTC, l'onde s'était suffisamment organisée pour être classée tempête tropicale et nommée Kirk.
Kirk a atteint le stade de tempête tropicale à 8,3 °N, devenant ainsi celle se formant à la plus basse latitude de cette intensité ou plus dans l'Atlantique Nord depuis un ouragan sans nom en 1902. La dépression tropicale qui a donné l'ouragan Isidore en 1990 s'était formée à seulement 7,2 °N et constitue la formation à la latitude la plus basse pour un cyclone tropical de force inférieur à tempête tropicale dans le bassin de l'Atlantique Nord
À 3 h UTC le 24 septembre, Kirk est redescendu au niveau de dépression tropicale en se déplaçant rapidement vers l'ouest dans un environnement moins favorable. À 15 h UTC, le NHC a constaté que le système n'avait plus du tout de centre et l'a déclaré dissipé à mi-chemin entre l'Afrique et les Petites Antilles. Le NHC a indiqué qu'il garderait un œil sur l'onde tropicale associée qui pourrait redévelopper un système plus tard.
Comme redouté, Kirk a repris du service tôt le 26 septembre en tant que tempête tropicale, à 755 km à l'est de la Barbade, avec une intensité légèrement supérieure à celle antérieure. En après-midi, des veilles et alertes cycloniques furent émises pour les Petites Antilles, dont la Martinique et la Guadeloupe, alors que la tempête augmentait encore un peu d'intensité. En soirée du 27 septembre (local), le centre de la tempête est passée sur Sainte-Lucie, en direction de la mer des Caraïbes, la plupart de ses nuages trainant à l'arrière du système à cause du fort cisaillement des vents en altitude.
Le 28 septembre, les alertes cycloniques furent terminées et à 3 h UTC le 29, le cisaillement des vents a finalement eu raison de Kirk qui est devenu une onde tropicale en dissipation. Celle-ci traversa la mer des Caraïbes au cours des jours suivants, donnant des fortes pluie ici et là. Kirk a causé quelques dégâts lors de son passage dans les îles du Vent, dont en Martinique où les vents provoquèrent des chutes d'arbres et des coupures de courant électrique chez 3 000 clients, ainsi que des fermetures de services publics,.

### OuraganLeslie
Le NHC a commencé le 19 septembre à surveiller une zone au sud-ouest des Açores qui montrait un potentiel de formation tropicale ou subtropicale. Une dépression non tropicale s'y est formé le 22 septembre et elle est devenue une tempête subtropicale le lendemain à 15 h UTC. Le NHC lui attribua le nom de Leslie.
Leslie erra ensuite entre les Açores et les Bermudes, devenant post-tropical le 25 septembre puis regagnant le statut subtropical le 28,. Finalement le 3 octobre au matin, Leslie a atteint le statut d'ouragan de catégorie 1 pour la première fois à 810 km à l'est-sud-est des Bermudes. À partir de ce moment, Leslie inversa sa trajectoire et remonta lentement vers le nord dans la circulation d'altitude le ramenant vers des eaux qu'il avait contribué à rafraichir en les brassant. Dès 21 h UTC le 4 octobre, le système était déjà redevenu une tempête tropicale. Deux jours plus tard, Leslie a amorcé un changement de trajectoire vers l'est, puis le sud-est. Après plusieurs jours, Leslie est redevenue un ouragan en atteignant des eaux plus chaudes à 1 720 km à l'ouest-sud-ouest des Açores la nuit du 9 au 10 octobre.
Changeant à nouveau de direction, l'ouragan se dirigea vers l'est puis le nord-est en direction de Madère tout en continuant de s'intensifier lentement. La nuit du 12 au 13 octobre, l'ouragan Leslie est passé à 320 km au nord-nord-ouest de Madère. Il se dirigea ensuite à 57 km/h vers la péninsule Ibérique.
Plus d'un millier d'arbres furent renversés ou cassés par le vent du cyclone extratropical au Portugal dont les rafales ont atteint 176,4 km/h à Figueira da Foz (le point d'impact). Environ 300 000 clients perdirent le courant électrique. Des lignes électriques ont été jetées au sol et des routes bloquées par les débris, notamment l'autoroute A1 qui traverse le pays. Selon le commandant de la protection civile portugaise, la tempête a fait 27 blessés sans gravité et une soixantaine de personnes ont dû être relogées. En France, au moins 14 personnes se sont noyées dans des crues soudaines dans l'Aude, et rafales de vent à 110 km/h furent notées à Sète, avec des orages associés à un front froid quasi-stationnaire alimenté en humidité par les restes Leslie,.

### OuraganMichael
Le 2 octobre, le NHC commença à suivre une perturbation tropicale dans l'ouest de la mer des Caraïbes. Durant plusieurs jours, elle demeura assez désorganisée mais les modèles de prévision montraient qu'elle entrerait éventuellement dans une zone favorable à son développement près de la péninsule du Yucatán. Le 6 octobre à 20 h UTC, le NHC envoya son premier bulletin à propos d'une dépression tropicale potentielle à 280 km au sud de Cozumel (Mexique) et qui fut nommée Quatorze. Les premières alertes cycloniques furent envoyés alors pour la péninsule du Yucatán et l'ouest de Cuba.
Le lendemain matin, le NHC annonça que la dépression avait atteint le statut de dépression tropicale et, en mi-journée, elle devint la tempête tropicale Michael à 145 km au sud de Cozumel. À 15 h UTC le 8 octobre, l'organisation et les données prise in situ par un avion de reconnaissance était assez convaincantes pour que le NHC rehausse Michael au niveau d'ouragan de catégorie 1 au moment où il passait dans le canal du Yucatán.
Le 9 octobre, après être entré dans le golfe du Mexique où les conditions de température de la mer et de faible cisaillement était favorables, Michael est passé à la catégorie 2. À 21 h UTC, il est passé à la catégorie 3, devenant le second ouragan majeur de la saison 2018. À 18 h UTC le 10 octobre, le National Hurricane Center émit un bulletin spécial mentionnant que l’œil de Michael avait touché la côte près de Mexico Beach avec des vents soutenus de 260 km/h et une pression centrale de 919 hPa, ce qui l'amenait à la catégorie 5 de l'échelle de Saffir-Simpson. L'ouragan faiblit ensuite en entrant dans les terres vers la Géorgie. Michael fut rétrogradé à tempête tropicale durant la nuit suivante en se dirigeant vers les Carolines.
Il a ensuite continué vers l'est de la Virginie avant de ressortir sur l'Atlantique près de Norfolk le 12 octobre à 3 h UTC, et de devenir post-tropical à 9 h UTC,. Le cyclone extratropical s'est ensuite dirigé vers le nord-est pour passer au sud des provinces de l'Atlantique du Canada et se diriger vers l'Europe.
L'effet combiné du faible précurseur de Michael et d'une perturbation dans l'océan Pacifique ont provoqué d'importantes inondations en Amérique centrale. Plus de 22 700 personnes furent directement touchées au Honduras, Salvador et Nicaragua et au moins 15 décès furent rapportés. Aux États-Unis, Michael a causé pour au moins 14,5 milliards $US de dégâts et 57 décès.

### Tempête tropicaleNadine
Le NHC commença à suivre une onde tropicale sortie de la côte africaine le 7 octobre. Celle-ci s'est assez bien organisée pour devenir la dépression tropicale Quinze tôt le 9 octobre à 760 km au sud-ouest de l'île la plus au sud des îles du Cap-Vert. Dès 15 h UTC, elle devenait la tempête tropicale Nadine.
La tempête s'est déplacé lentement vers le nord-ouest par la suite, rencontrant des conditions de moins en moins favorables. À 3 h UTC le 13 octobre, le NHC envoya son dernier bulletin car le système était devenu une onde post-tropicale en dissipation à 1 625 km à l'ouest des îles du Cap-Vert. Ayant passé toute sa vie en mer, Nadine n'a fait aucun dégât ni victime.

### OuraganOscar
Le 23 octobre, le NHC a commencé à surveiller une zone potentielle de développement tropical ou subtropical au-dessus de l'Atlantique central. Une vaste zone orageuse dans un creux barométrique de surface s'est développée plus tard dans la journée et elle s'est progressivement organisée alors que le système glissait vers le nord. Le 27 octobre à 3 h UTC, une dépression devint suffisamment bien définie et le NHC la classa comme tempête subtropicale Oscar à 1 945 km à l'est-sud-est des Bermudes. Bien qu'associée avec une couverture orageuse, elle était encore sous une dépression frontale en altitude mais à 3 h UTC le lendemain, la tempête est devenue entièrement tropicale.
À 21 h UTC le 28, Oscar est devenu le huitième ouragan de la saison à 1 165 km au sud-est des Bermudes, se dirigeant vers l'ouest avec des vents de 120 km/h. Le lendemain soir, l'ouragan s'intensifiait lentement et sa trajectoire tournait vers le nord dans la circulation atmosphérique. À 3 h UTC le 30 octobre, il a atteint la catégorie 2 de l'échelle de Saffir-Simpson à 830 km au sud-est des Bermudes. Le même soir, l'ouragan commença à affaiblir en entrant dans une zone de fort cisaillement des vents en altitude, retombant à la catégorie 1, et sa trajectoire à s'incliner vers le nord-est tout en accélérant.
En fin de journée le 31 octobre, Oscar fut absorbé par un système frontal approchant de l'ouest et à 21 h UTC le HNC le déclara post-tropical à 1 570 km au nord-est des Bermudes. Il avait complètement perdu ses caractéristiques tropicales en arrivant sur des eaux plus froides mais maintenait une forte intensité. Il devient par la suite un cyclone extratropical se dirigeant vers la mer de Norvège.
Sous sa classification d'ouragan, il ne causa que de la forte houle cyclonique aux Bermudes. L'ex-Oscar passa entre les îles Britanniques et l'Islande le 3 novembre, causant de fortes pluies et des rafales annoncés de 100 km/h sur l'ouest de l'Irlande et l'Écosse,,. Des chutes de pluie ou de neige ont affecté une partie de l'Islande en même temps, les vents causant localement un blizzard.

## Chronologie des événements
| D | T | 1 | 2 | 3 | 4 | 5 |